# Ушаков, Владимир Петрович (спортсмен)
Владимир Петрович Ушаков (род. 16 марта 1982, Жданов, Донецкая область) — казахстанский ватерполист, полузащитник.

## Биография

### Клубная карьера
- Многократный чемпион России.
- Обладатель Кубка России.

### Карьера в сборной Казахстана
- Чемпион Азии (1) — 2012
- Чемпион Азиатских игр (1) — 2014
- Участник Олимпийских игр (1) — 2012 (9 место)
- Участник Чемпионата Мира в Барселоне 2013
- Участник Чемпионата Мира в Казани 2015
- Участник Супер Финала Мировой Лиги в Алма-Ате 2012 (5 место)

### Карьера в сборной России
- Чемпионат Мира в Мельбурне 2007 (7 место)